# Dendrobium ochraceum
Dendrobium ochraceum är en orkidéart som beskrevs av De Wild.. Dendrobium ochraceum ingår i släktet Dendrobium, och familjen orkidéer. Inga underarter finns listade i Catalogue of Life.